# Polistes assamensis
Polistes assamensis är en getingart som beskrevs av Charles Thomas Bingham 1897. Polistes assamensis ingår i släktet pappersgetingar, och familjen getingar. Inga underarter finns listade i Catalogue of Life.